# Бакшеєв Юхим Олексійович
Бакшеєв Юхим Олексійович (нар. 14 жовтня 1918) — український науковець, кандидат технічних наук, директор інституту «Укргіпроводгосп», член колегії Мінводгоспу України.

## Біографія
Юхим Олексійович Бакшеєв народився 14 жовтня 1918 р. у селянській родині. Зразу після захисту в 1941 р. диплома інженера-гідротехніка в Омському сільськогосподарському інституті пішов на фронт.
З червня 1946 року працював в інституті «Укргідроенергопроект», у 1950—1952 рр. — головний інженер «Схеми комплексного використання водноенергетичних ресурсів Нижнього Дніпра» (проектування розміщення всіх гідровузлів, крім Дніпрогесу і частково Каховки), в якій були визначені перспективи розвитку економіки досліджуваного регіону, гідроенергетики Дніпра, зрошення посушливих земель Півдня України і Криму, водного транспорту і рибного господарства. 
У 1953 році призначений головним інженером проекту Кременчуцької ГЕС, а в 1957 році відряджений до Китаю керівником групи радянських фахівців з розробки Схеми комплексного використання річки Янцзи, де, за його пропозицією, побудована найбільша в світі ГЕС Санься в двухступеневому варіанті потужністю 35 млн кВт. Після повернення з КНР в 1960 році стає головним інженером Харківського інституту «Укргідропроект». Під його керівництвом перероблений затверджений проект Канівської ГЕС з перенесенням бетонних споруд гідровузла з лівобережної на правобережну заплаву Дніпра, поблизу селища будівельників. У затвердженому проекті Київської ГЕС він запропонував новий напрямок і примикання лівобережної земляної греблі, що дозволило виключити з затоплення та підтоплення водосховищем Київської ГЕС територію Дніпро-деснянського межиріччя.
У 1968 році Юхима Бакшеєва призначають директором інституту «Укргіпроводгосп» і членом колегії Мінводгоспу України, де, за його ініціативою і загальному керівництві розроблено новий проект споруджуваної Каховської зрошувальної системи з автоматизацією водоподачі, без холостих скидів води з використанням широкозахватної дощувальної техніки і з цілорічним режимом роботи. Бортницька зрошувальна система, що використовує очищені стічні води Києва, за його пропозицією, розширена за рахунок використання алювіальних вод зрошуваної території з влаштуванням свердловин діаметром 1 м з гравійним фільтром. У верхів'ях Прип'яті, за його пропозицією, запроектовані і побудовані польдерні осушувально-зрошувальні системи з пристроєм безуклонних осушувальних каналів і гончарних дрен з однією насосною станцією, яка працює як на осушення, так і на зрошення. 
У 1975 році Юхим Бакшеєв захистив кандидатську дисертацію, а в 1977 — працював в Болгарії експертом-консультантом по водному господарству. Пішовши в 1980 році на пенсію у званні заслуженого меліоратора України, він ще 16 років працював головним спеціалістом інституту «Укргіпроводгосп», а потім у кооперативі «Ріка».
Юхим Бакшеєв нагороджений орденами Богдана Хмельницького, Вітчизняної війни, трьома орденами Трудового Червоного Прапора, заслужений меліоратор України і має 25 медалей. Він автор понад 30 публікацій. З 1998 по 2009 роки займався громадською діяльністю — очолював Раду ветеранів 601-го мікрорайону Печерської організації ВВВ ветеранів Києва[джерело?].

## Перелік побудованих об'єктів з ідеями автора та авторські роботи
1. Схема комплексного використання водних ресурсів Дніпра.
2. Схема зрошення 2670 тис. га земель України та Північного Криму з Каховського водосховища та Північнокримського каналу.
3. Київський гідровузол.
4. Канівський гідровузол.
5. Кременчуцький гідровузол.
6. ДніпроГЕС-2.
7. Очаківський гідровузол з самопливним поверненням солоної води, що проникла в лиман при шлюзуванні суден, з лиману в море (з розпадом СРСР будівництво закрили).
8. Канал Дніпро — Донбас за орільським варіантом.
9. Каховська зрошувальна система в нових технічних рішеннях.
10. Осушувальних-зрошувальні польдерні системи на безуклонних територіях у верхів'ях Прип'яті.
11. Бортницька зрошувальна система на чистих підземних водах, що залягають в межах зрошуваної площі.

## Публікації
1. Е. А. Бакшеев. Днепровские водохранилища и их народнохозяйственный эффект: воспоминания и размышления проектировщика. — Київ : Довіра, 2008. — 157 с. — ISBN 978-966-507-235-5.
2. Е. А. Бакшеев. История создания сооружений по защите территорий от затопления и подтопления: воспоминания о творчестве гидротехника. — Київ : Довіра, 2010. — 113 с. — ISBN 978-966-507-268-3.
3. Е. А. Бакшеев. Этапы подготовки к ведению Второй мировой войны. — Київ, 2010. — 23 с.
4. Книга «Збірник окремих публікацій з питань будівництва СРСР і наслідків його руйнування». Київ, 2008
5. Книга «Збірник окремих публікацій з періодичної преси з питань суспільного життя». Київ, 2006
6. Книга «Збірник окремих публікацій з періодичної преси з питань суспільного життя». Київ, 2010
7. Книга «Про цікавий і маловідомий»
8. Книга «Я хочу розповісти вам …» (спогади про прожитий)[джерело?]